# まるせい (漫画)
『まるせい』は、花見沢Q太郎による日本の漫画。『月刊ヤングキング』（少年画報社）で2013年9月に第1話を掲載、2話以降は『月刊ヤングキングアワーズGH』（同社）にて2015年4月号まで連載された。
『月刊ヤングキング』にて2013年7月号まで連載されていた『少年よ大志を抱け!』の直接の続編で、花見沢Q太郎本人のデビュー直後からの状況をモチーフに、脚色・創作要素を大幅に加えている。
タイトルの「まるせい」は成人向け漫画を意味する「成」の丸囲み文字のこと。

## あらすじ
大学在学中に漫画家デビューを果たした花比野Q一朗は漫画で食べていくことを決意し、大学を中退して上京する。
3年後、『コミックイルカ』をはじめとする「ツバサ書房」の雑誌で14本の作品を発表しているものの、いまだ駆け出しの域を出ていないQ一朗。ようやく初の単行本が出せるという話になったが、その直後、出版社倒産の知らせを受ける。

## 登場人物
花比野 Q一朗（はなびの キューいちろう）
本作の主人公。本名は「日比野 龍一朗」。駆け出しのエロ漫画家。本作登場時の年齢は23歳ぐらい。新潟県出身、埼玉県在住。オホーツク大学在学中に「ツバサ書房」の『コミックイルカ』増刊『コミックハニー』にてデビュー。周囲からは「Q先生」「Qちゃん」と呼ばれている。
下丸子 まるこ（しもまるこ まるこ）
漫画家。ショートカットで可愛らしい容姿の女性。一度だけ勢いでQ一朗と身体の関係を持つ。Q一朗のアシスタントをしていたが『コミックイルカ』にて連載が決まり独立。だがその後もお互いのピンチの際は原稿の手伝いをし合っている。
麻生 朋絵（あそう ともえ）
『少年よ大志を抱け!』より引き続いて登場。大学時代にQ一朗と短期間だけ付き合っており、別れた後も身体の関係を持つ仲であった女性。容姿・性格共に可愛げがあるとは言い難いが、胸は大きい。大学卒業後デザイン会社に就職して上京したが会社が倒産。高級クラブでアルバイトをしていたがそこもクビになったため、Q一朗のアシスタントをしながらルームシェアで一緒に住むことになった。
グレイト富山（グレイトとやま）
漫画家。さまざまな雑誌で漫画を書き、作中では5冊の単行本を刊行済み。モデルはグレイス石川。
まりょ太（まりょた）
漫画家。絵がうまく、巨乳を得意とする。単行本は1冊刊行済み。モデルは間垣亮太。
風門雷太（ふうもん らいた）
ツバサ書房などで仕事をしているデザイナー。Q一朗の単行本の装丁デザインを担当した。モデルは雷門風太。
吉永（よしなが）
ツバサ書房の女性編集者。27歳。Q一朗およびまるこの担当編集だった。モデルは司書房の成人向け漫画誌『コミックドルフィン』の担当編集者だった女性で、後に間垣亮太と結婚している。
今田（いまだ）
ツバサ書房『コミックイルカ』編集長。モデルは司書房『コミックドルフィン』編集長だった人物。
木田（きだ）
『少年よ大志を抱け!』より引き続いて登場。Q一朗の大学時代の友人。Q一朗と共に漫画家デビューを果たして上京したが、今作では漫画家を辞めゲーム会社に就職している。

## 現実との相違
ツバサ書房のモデルは司書房で、登場人物の多くも初単行本『月家の一族』を刊行した1994年頃の作者の周辺人物をモデルとしているが、司書房が倒産したのは2007年で、作者が一般誌進出した後のことである。

## 単行本
- 花見沢Q太郎 『まるせい』少年画報社〈ヤングキングコミックス〉、全3巻
  1. 2014年1月30日初版発行、2014年1月16日発売、ISBN 978-4-7859-5207-5
  2. 2014年8月30日初版発行、2014年8月16日発売、ISBN 978-4-7859-5360-7
  3. 2015年4月30日初版発行、2015年4月16日発売、ISBN 978-4-7859-5525-0